# Hoyningen-Huene

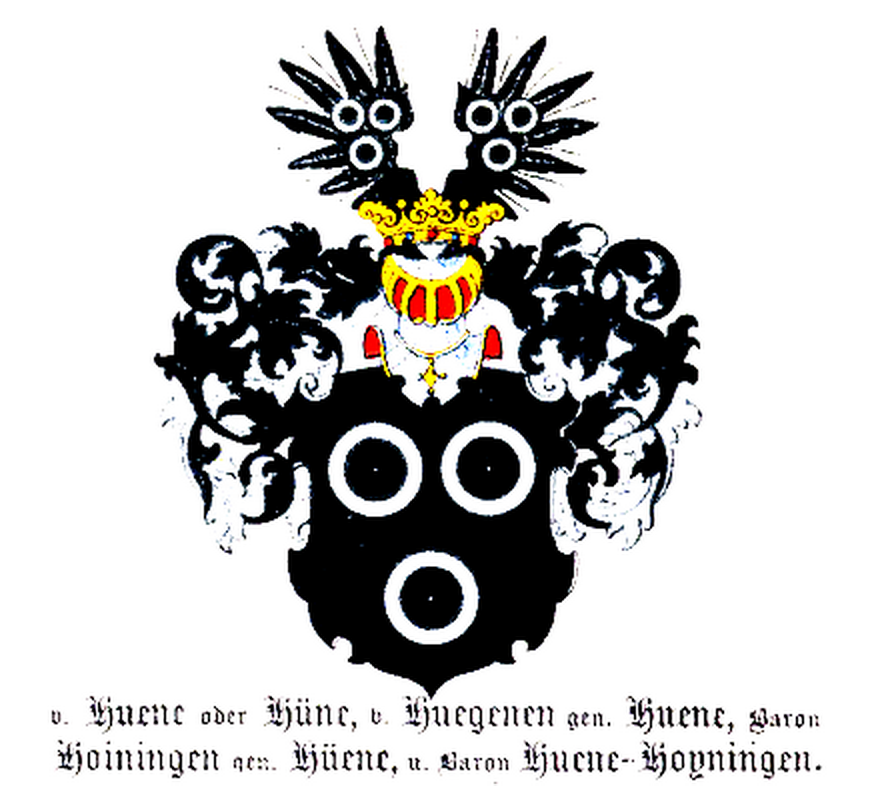
Armoiries des von Hoyningen-Huene

La famille von Hoyningen-Huene est une ancienne famille de la haute noblesse allemande de la Baltique qui subsiste encore de nos jours. Elle fut au gré de l'Histoire une famille de la noblesse allemande, suédoise puis russe selon la puissance à la tête de la Baltique.
Expulsés par la révolution russe et les réformes foncières de la nouvelle république estonienne en 1919 lors de la grande nationalisation des biens fonciers de la noblesse germano-balte, les von Hoyningen-Huene sont, avec d'autres familles de la grande aristocratie russe, à l'origine de la vague massive de l'émigration de la noblesse russe qui quitte alors l'Empire pour l'Europe de l'Ouest: les von Hoyningen-Huene s'installent alors dans l'ouest de l'Allemagne, en Westphalie, et dans l'est de la France, en Alsace alors allemande, régions où la famille subsiste encore de nos jours.  
Jusqu'à la veille de la révolution russe, les von Hoyningen-Huene formaient l'une des plus puissantes familles de la Baltique.  

## Les origines
D'après les recherches de l'héraldiste Ernst Heinrich Kneschke (1798-1869), la famille est originaire de Westphalie, en Allemagne, avant de s'implanter en Courlande: les membres de la famille suivent en effet l'ordre Teutonique en Courlande au Moyen Âge et sont parmi les premières familles de la noblesse allemande à s'installer dans la Baltique.  

## Histoire
Le premier registre de la noblesse allemande, aujourd'hui édité à Limburg, fait mention le 19 septembre 1500 d'un certain Johann von Hoyningen dit Huene qui reçoit en fief des terres près de la Sessau (lv) et de la Aa: ce dernier se trouve être l'ancêtre des von Hoyningen-Huene d'Allemagne qui s'installent en Courlande. Il s'agit en effet du fils de Jost von Hoyningen-Huene, venu de Westphalie dans la seconde moitié du XVe siècle en Livonie et mort en 1480 dans une bataille contre les russes.  

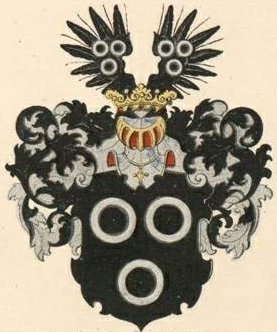
Armoiries des von Hoyningen-Huene

Leurs domaines ancestraux sont Aahof et Sessau en Courlande, bien qu'ils acquièrent plus tard également les fiefs de Feldhof, Jostan, Kleinbersteln, Subern, Simmeln, Zunzen et Großsatticken lors de la domination suédoise dans la Baltique. La famille est alors divisée en quatre branches: une en Courlande, deux dans l'actuelle Estonie et une dans l'île d'Ösel, laquelle s'en retournera plus tard en Allemagne de l'ouest et dans l'est de la France: il s'agit également de la dernière branche de la famille encore active de nos jours. Lors de l'annexion de la Baltique à l'Empire russe, la famille devient largement fidèle à la monarchie tsariste russe et agrandit ses domaines dans le gouvernement d'Estland et le gouvernement de Courlande, ainsi qu'en Livonie avec les fiefs d'Addita, Collef, Eckhof, Feldhof, Heimar, Jedefer, Katfel, Kelp, Pobbirzen, Rahden Wagninnen et Wannemeis. Elle possède aussi un domaine dans le gouvernement de Kherson au bord de la mer Noire et devient alors l'une des plus riches familles à l'ouest de l'Empire russe. 
Barthold von Hoyningen-Huene est immatriculé avec ses frères le 17 octobre 1620 dans le registre de la chevalerie de première classe de la province (alors suédoise) de Courlande. Certains descendants s'installent ensuite en Lituanie. Ils s'engagent comme officiers dans l'armée polonaise et acquièrent des domaines en Lituanie. Otto Eberhard von Hoyningen-Huene qui est issu de la branche lituanienne de Lechts est immatriculé en 1780 dans les registres de la noblesse du gouvernement d'Estland. Ses cousins Georg (président de la Haute Cour de Livonie) et Hermann (major de l'armée impériale russe) de la branche de Fehlsen sont immatriculés en 1818 dans la noblesse du gouvernement de Livonie, ainsi que plus tard le baron Friedrich von Hoyningen-Huene en 1898. Le sénat impérial russe reconnaît leur titre de baron en 1862.
Certaines branches retournent en Prusse au XIXe siècle, avec l'orthographe Hoiningen-Huene et se voient également reconnaître le titre de baron par le royaume de Prusse.

## La fin de la dynastie balte
À la suite de la grande nationalisation et des réformes foncières de la nouvelle république estonienne qui suivront la révolution russe, la famille von Hoyningen-Huene s'en retournera définitivement en Allemagne et dans l'est de la France et, au contraire d'autres familles de la noblesse germano-balte, ne se rétablira pas dans la Baltique à la fin de la Seconde Guerre mondiale.    
Possiblement largement ruinée lors de son installation en Allemagne et en France après sa fuite de la Baltique pour fuir les persécutions qui se mettent en place contre l'ancienne "classe exploiteuse" comme se faisait alors nommer l'ancienne noblesse russe par les bolchéviques au pouvoir, la famille von Hoynigen-Huene se maintient dans les cercles de la haute société à travers de nombreuses alliances matrimoniales avec de riches familles de la haute bourgeoisie puis plus tard à travers le système éducatif de l'enseignement supérieur international.      

## Personnalités

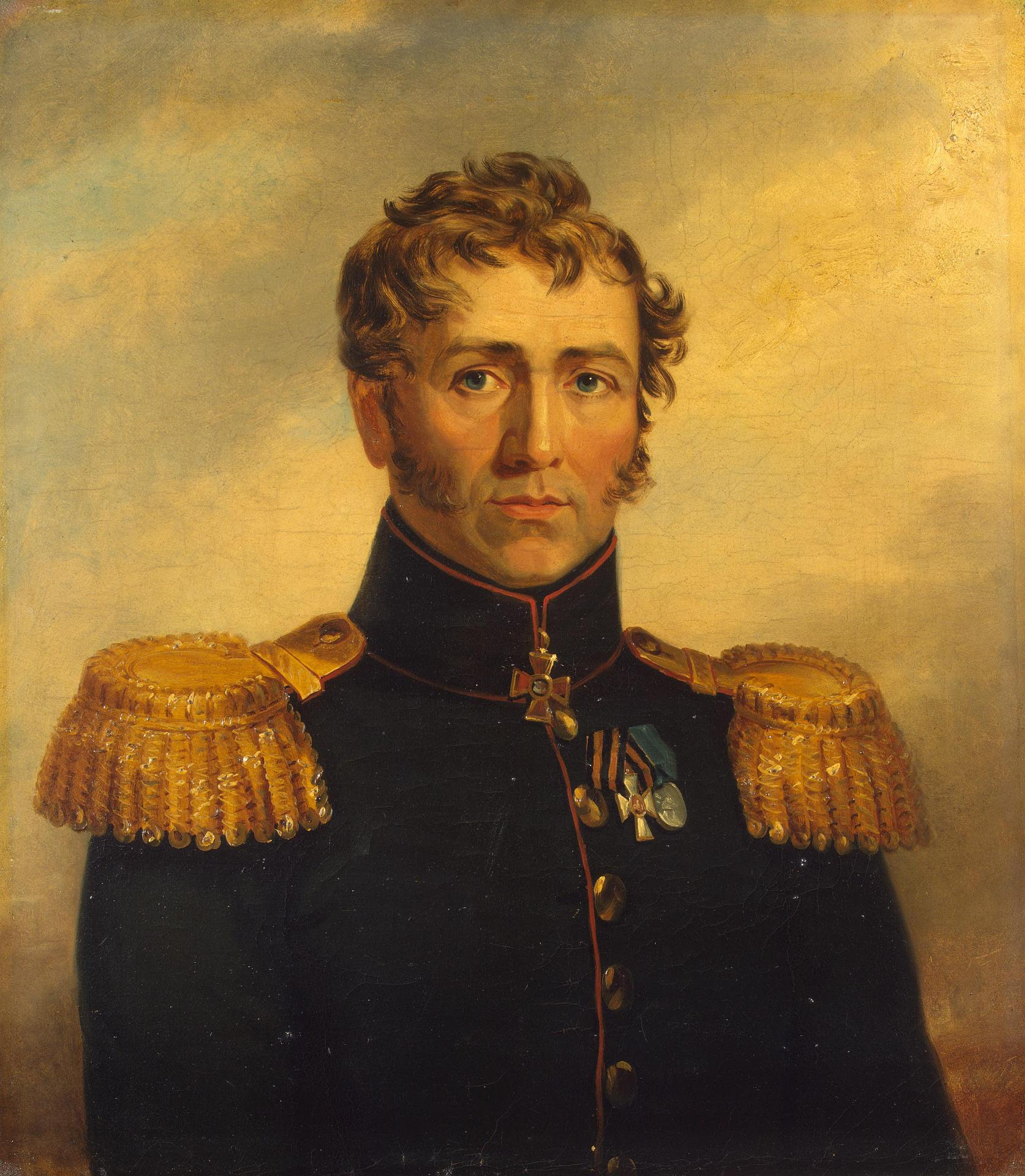
Portrait du général Jakob von Hoyningen-Huene (peint par George Dawe), musée de l'Ermitage

- Baron Jakob von Hoyningen-Huene (ru) (1769-1813), général de l'armée impériale russe, combattant contre l'armée napoléonienne
- Eduard Friedrich Eberhard von Hoyningen-Huene (1779-1851) - branche d'Ösel-, colonel d'artillerie de l'armée impériale russe et Landrat d'Ösel
- Baron Wilhelm von Huene (de) (1790-1857), général prussien, bâtisseur de la forteresse de Cologne
- Baron Alexandre von Hoyningen-Huene (1824-1911) - branche d'Ösel - , conseiller secret, gouverneur civil de Simbirsk et chancelier de l'impératrice Marie, fils d'Eduard Friedrich Eberhard von Hoyningen-Huene
- Baron Karl von Huene (de) (1837-1900), député allemand au Reichstag, à l'initiative de la loi "Lex Huene" sur l'armement
- Ernst von Hoiningen (1849-1924), général d'infanterie de l'armée prussienne, attaché militaire
- Baron Alexandre von Hoyningen-Huene (1861-1931), secrétaire d'État russe, conseiller secret et sénateur
- Baron Friedrich von Hoyningen-Huene - dit Friedrich von Huene (1875-1969), paléontologue
- Baron Oswald von Hoyningen-Huene (de) (1885-1963), ambassadeur
- Franz von Hoyningen-Huene (1888-1973), diplomate allemand et militant anti-nazi à l'origine du sauvetage de nombreux juifs luxembourgeois
- Baron Georg von Hoyningen-Huene - dit George Hoyningen-Huene (1900-1968) - fameux photographe de mode
- Erika von Hoyningen-Huene - connue comme Erika von Huene - (1905-1969), paléontologue
- Roland von Huene (1929-), docteur de l'Université de Californie, géologue germano-américain, professeur émérite de l'Institut GEOMAR de l'Université de Kiel
- Dorothee von Huene-Greenberg (1937-), docteure en philosophie, professeure germano-américaine à l'Université Pace de New-York
- Armin Hagen Freiherr von Hoyningen-Huene (1942-), dit Peter Berlin, vedette de l'érotisme gay des années 1970[1]
- Baron Dietmar von Hoyningen-Huene (1943-), recteur de la grande école de Mannheim (1985-2008)
- Baron Gerrik von Hoyningen-Huene (1944-), juriste professeur à l'Université Louis-et-Maximilien de Munich puis à l'université de Heidelberg, doyen fondateur de la EBS Law School
- Paul von Hoyningen-Huene (1946-), docteur en philosophie, chercheur allemand en philosophie, professeur émérite de l'Université de Hanovre

## Quelques domaines
- Manoir de Matzal, aujourd'hui en Estonie